# Reinhard Laube
Reinhard Laube (* 1967) ist ein deutscher Historiker und Bibliothekar und Direktor der Herzogin Anna Amalia Bibliothek in Weimar.

## Leben und Wirken
Reinhard Laube promovierte im Jahr 2002 an der Universität Göttingen mit der Dissertation Karl Mannheim und die Krise des Historismus. Historismus als wissenssoziologischer Perspektivismus zum Dr. phil. und wirkte als wissenschaftlicher Mitarbeiter bei der Universität Bielefeld. Danach war er als wissenschaftlicher Mitarbeiter am Max-Planck-Institut für Geschichte und als Junior Fellow am Collegium Budapest tätig.
Nach der Laufbahnprüfung für den höheren Bibliotheksdienst an der Bayerischen Staatsbibliothek in München war er stellvertretender Leiter an der Bibliothek des Deutschen Literaturarchivs in Marbach am Neckar. Ab 2011 war er Leiter der Abteilung Handschriften und Alte Drucke sowie des Horst-Bienek-Archivs und ab 2012 bis Spätsommer 2013 zweiter stellvertretender Direktor der Gottfried Wilhelm Leibniz Bibliothek (GWLB) in Hannover. Seit Dezember 2013 war Reinhard Laube Bibliotheksdirektor der Staats- und Stadtbibliothek Augsburg.
Laube ist seit 1. Oktober 2016 Direktor der Herzogin-Anna-Amalia-Bibliothek in Weimar.
Reinhard Laube bearbeitete und gab biografische Monografien über Karl Mannheim, Horst Bienek, Reinhart Koselleck sowie den Direktor der Gottfried Wilhelm Leibniz Bibliothek Georg Ruppelt heraus.

## Publikationen
- Karl Mannheim und die Krise des Historismus. Historismus als wissenssoziologischer Perspektivismus.  Vandenhoeck & Ruprecht, Göttingen 2003 (Zugleich: Dissertation, Universität Göttingen 2002), ISBN 3-525-35194-1.
- als Hrsg.: Verena Nolte: „Ich habe die Zeit gesehen“. Begleitband zur Ausstellung in der Gottfried-Wilhelm-Leibniz-Bibliothek vom 23. Juni bis zum 22. Juli 2011 – Literaturausstellung Horst Bienek 1930–1990. Niemeyer, Hameln 2011, ISBN 978-3-8271-8899-1.
- mit Verena Nolte: Horst Bienek – ein Schriftsteller in den Extremen des 20. Jahrhunderts. Wallstein, Göttingen 2012, ISBN 978-3-8353-0971-5.
- mit Peter Marmein (Hrsg.): Georg Ruppelt. Erlebtes – Erlesenes – Erdachtes. Eine Auswahl aus den Jahren 2005 bis 2012 – anlässlich des 65. Geburtstages des Verfassers. Mit Beiträgen zu Bibliothek und Forschung von Reinhard Laube… Weidmann, Hildesheim 2012, ISBN 978-3-615-00406-9.
- mit Carsten Dutt (Hrsg.): Zwischen Sprache und Geschichte. Zum Werk Reinhart Kosellecks. Wallstein, Göttingen 2013, ISBN 978-3835311701.
- als Hrsg.: Brandbücher | Aschebücher. Perspektiven aus Hannes Möllers künstlerische Intervention in der Herzogin Anna Amalia Bibliothek (zugleich Band 1 in der Publikationsreihe "Konstellationen"), Herzogin Anna Amalia Bibliothek, Weimar 2020, Volltext Online.
- Das Wissen der Sammlungen. Die Zukunft der Archiv- und Forschungsbibliothek. In: Zeitschrift für Bibliothekswesen und Bibliographie 67 (2020), Heft 1, S. 6–14, doi:10.3196/186429502067129.